# BRD Năstase Țiriac Trophy 2013
BRD Năstase Țiriac Trophy 2013 — тенісний турнір, що проходив на ґрунтових кортах у місті Бухарест, Румунія з 22 квітня. Належав до категорії ATP World Tour 250, був турніром серії Romanian Open 2013 року.

## Фінальна частина

### Одиночний розряд
Лукаш Росол —  Гільєрмо Гарсія-Лопес 6–3, 6–2

### Парний розряд
Максим Мирний /  Горія Текеу —  Лукаш Длоуги /  Олівер Марах 4–6, 6–4, [10–6]